# South Bay
South Bay és una població dels Estats Units a l'estat de Florida. Segons el cens del 2000 tenia 4.506 habitants.

## Demografia
Segons el cens del 2000, South Bay tenia 3.859 habitants, 805 habitatges, i 644 famílies. La densitat de població era de 549,8 habitants/km².
Dels 805 habitatges en un 41,7% hi vivien nens de menys de 18 anys, en un 39,5% hi vivien parelles casades, en un 32% dones solteres, i en un 20% no eren unitats familiars. En el 15,8% dels habitatges hi vivien persones soles el 4,7% de les quals corresponia a persones de 65 anys o més que vivien soles. El nombre mitjà de persones vivint en cada habitatge era de 3,39 i el nombre mitjà de persones que vivien en cada família era de 3,76.
Per edats la població es repartia de la següent manera: un 27% tenia menys de 18 anys, un 9,3% entre 18 i 24, un 37,3% entre 25 i 44, un 20,4% de 45 a 60 i un 6% 65 anys o més.
L'edat mitjana era de 32 anys. Per cada 100 dones de 18 o més anys hi havia 210,6 homes.
La renda mitjana per habitatge era de 23.558 $ i la renda mitjana per família de 26.944 $. Els homes tenien una renda mitjana de 21.087 $ mentre que les dones 22.321 $. La renda per capita de la població era de 9.126 $. Entorn del 29,2% de les famílies i el 36,7% de la població estaven per davall del llindar de pobresa.

## Poblacions més properes
El següent diagrama mostra les poblacions més properes.